# 帕里卡拉

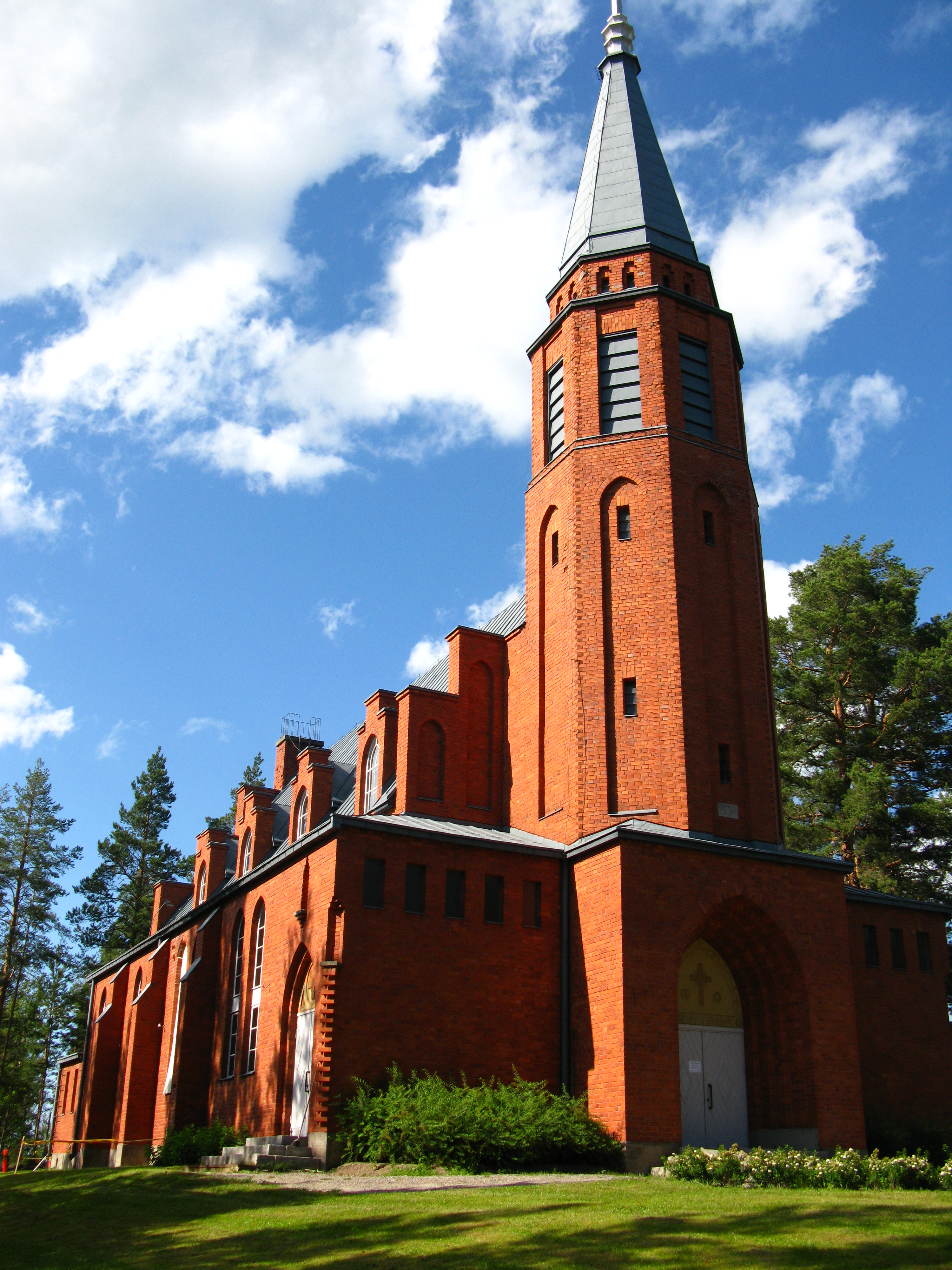
萨里教堂

帕里卡拉（芬蘭語：Parikkala）是芬蘭的市鎮，位於該國東南部，在南卡累利阿區内，始建於1635年，面積761平方公里，2013年人口5,662，人口密度為每平方公里9.55人。

## 图集

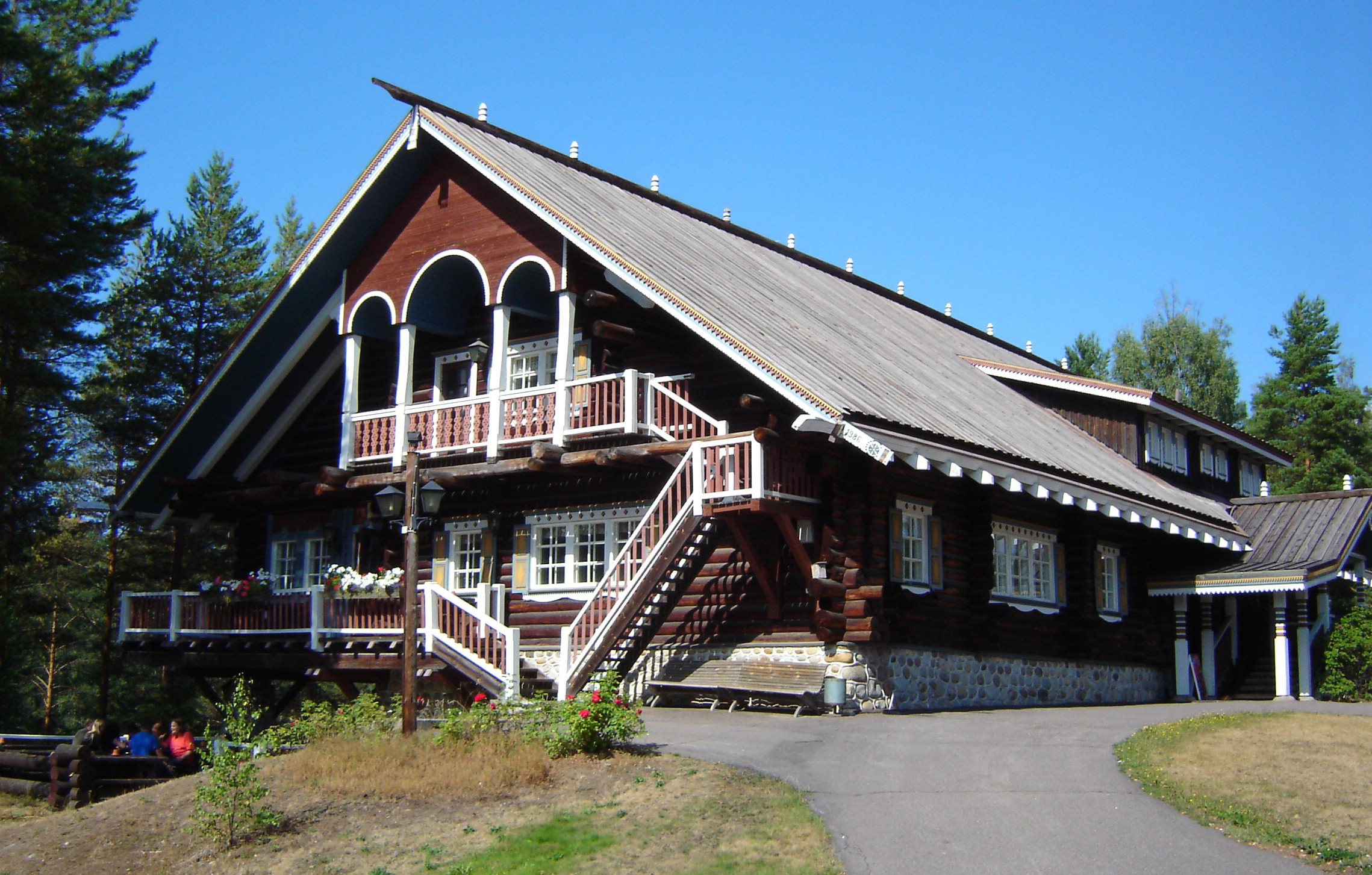
位于国道6号旁的凯格内（Kägöne）旅馆及餐馆
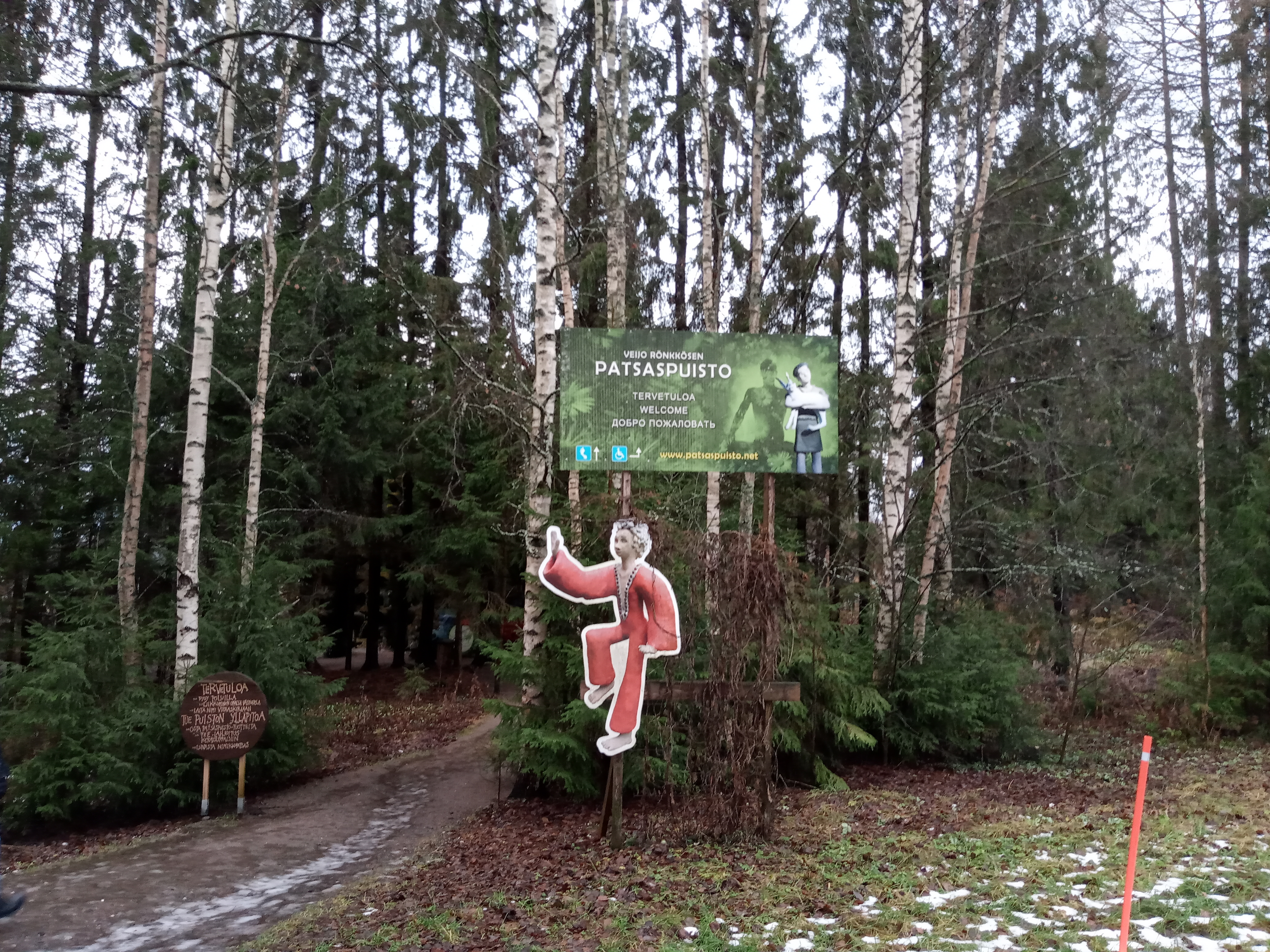
雕塑公园的入口
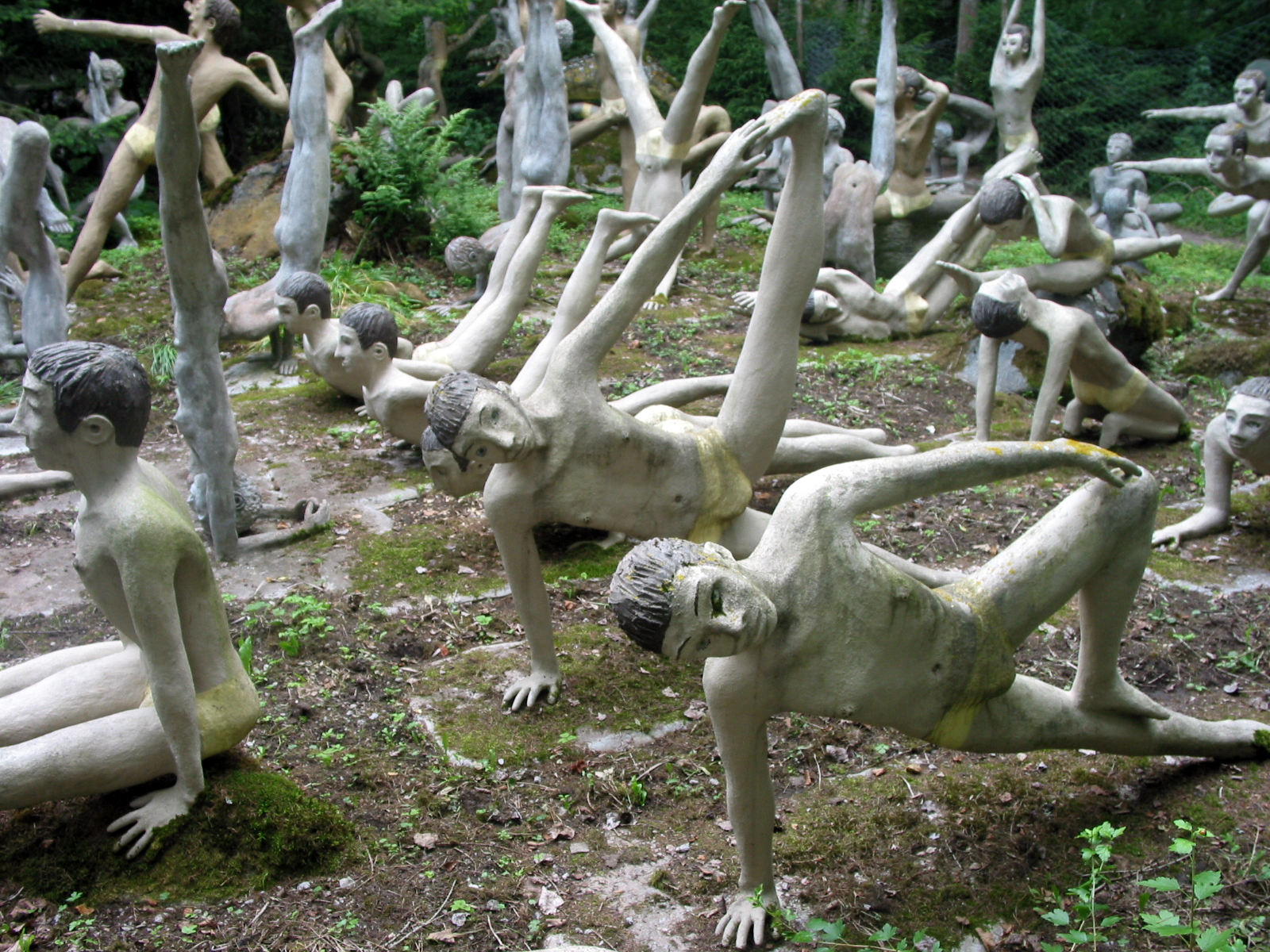
雕塑公园里的雕塑

## 外部連結
- 帕里卡拉市镇官方网站 （页面存档备份，存于） （文） （英文） （俄文）
- 帕里卡拉雕塑公园官方网站 （页面存档备份，存于） （文） （英文）
- goSaimaa.com （页面存档备份，存于） – 旅游信息
- Siikalahti Wetland
- Parikkalan Urheilijat – Athletes Club （页面存档备份，存于）
- Business Owners of Parikkala （页面存档备份，存于）